# Rossville (Tennessee)
Pour les articles homonymes, voir Rossville.
Rossville est une municipalité américaine située dans le comté de Fayette au Tennessee. Lors du recensement de 2010, Rossville compte 664 habitants.

## Géographie
Selon le Bureau du recensement des États-Unis, la municipalité s'étend en 2010 sur une superficie de 5,06 milles carrés (13,11 km2), dont 0,06 mille carré (0,16 km2) d'étendues d'eau.

## Histoire
Dans les années 1830, un village est fondé dans la région sous le nom de Lafayette, en l'honneur du Marquis. La localité actuelle est fondée en 1859 sur des terres données par Thomas M. Ross, pour rapprocher le village du chemin de fer. Rossville devient une municipalité en 1903,.
Le centre historique de Rossville, autour de Front Street, Main Street et Second Street, est inscrit au Registre national des lieux historiques.